# Yutaka Baba
Yutaka Baba (馬場 悠 Baba Yutaka?), född 4 oktober 1986 i Nara prefektur, är en japansk före detta fotbollsspelare.
Baba började sin karriär 2009 i Fagiano Okayama. Efter Fagiano Okayama spelade han för Zweigen Kanazawa, Renofa Yamaguchi FC, Nara Club och MIO Biwako Shiga. Han avslutade karriären 2018.